# Йосвайняй
Йосвайняй (лит. Josvainiai;до 1917 года Ясвойни) — местечко в центральной Литве, Каунасском уезде, Кедайнском районе.
Население — 1545 жителей (2001).

## География
Расположен на левобережье реки Шушве притока Невежиса, в 10 км на юго-запад от города Кедайняй.

## История
Есть католический костёл Всех Святых, средняя школа, детский дом, библиотека, почта.
Одно из древнейших жмудских поселений, существовавшее как город уже в начале XIV века. Крестоносцы не раз разоряли его. Здесь был укреплённый замок, разобранный в XVIII веке. Во время войн России, Швеции и Польши город не раз занимали то те, то другие войска. В 1812 году под городом была стычка русских с французами. К началу XX века насчитывалось 1500 жителей, из них свыше 500 евреев.

## Галерея

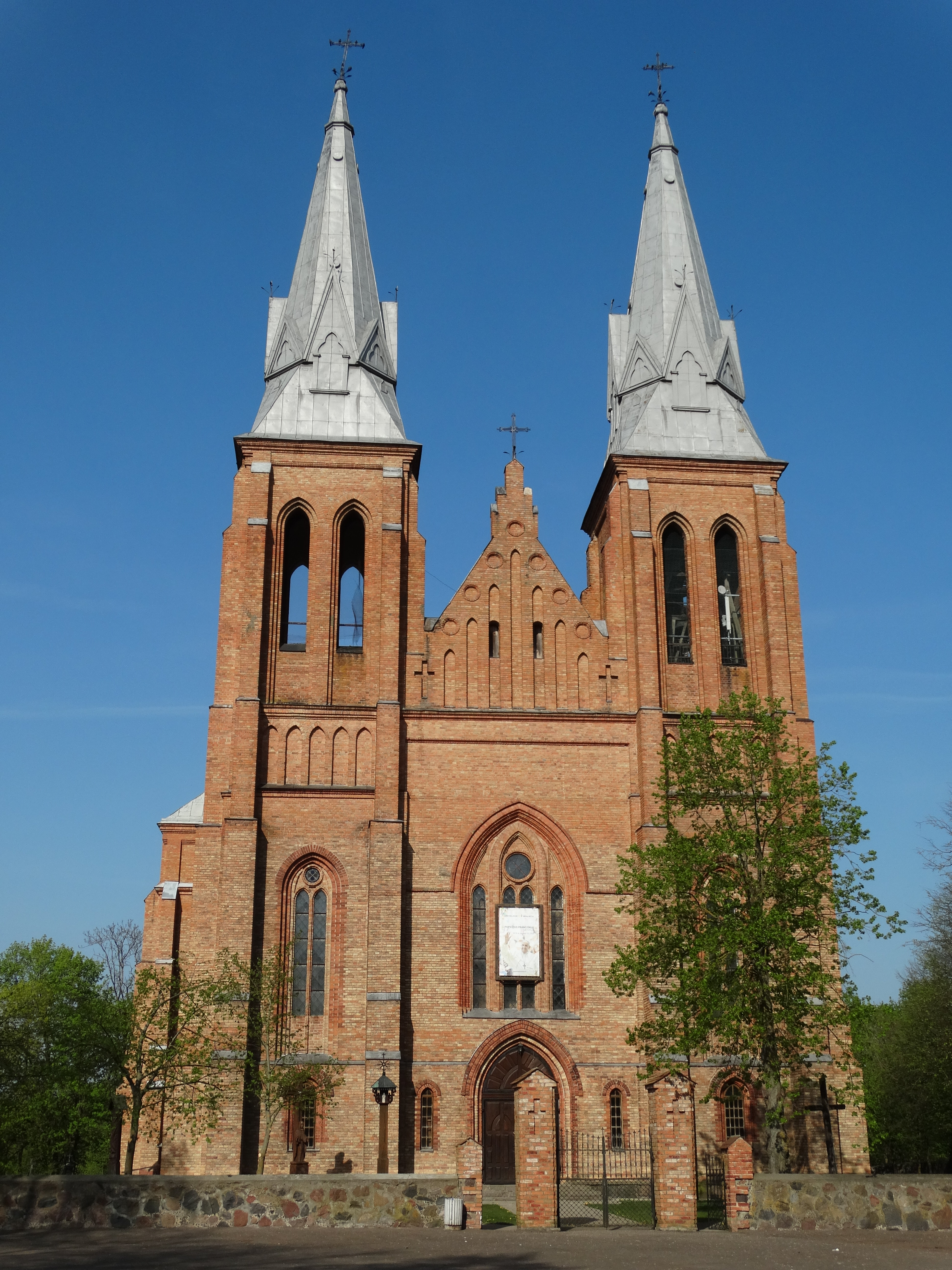
Католический костёл Всех Святых
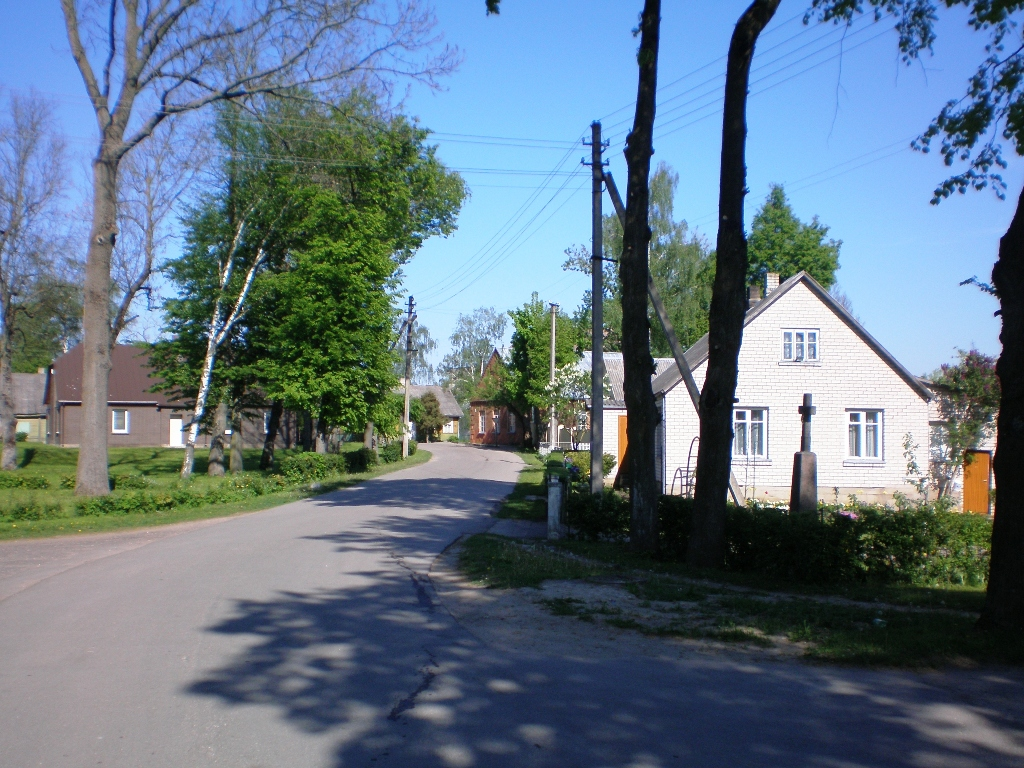
Улица Гояус
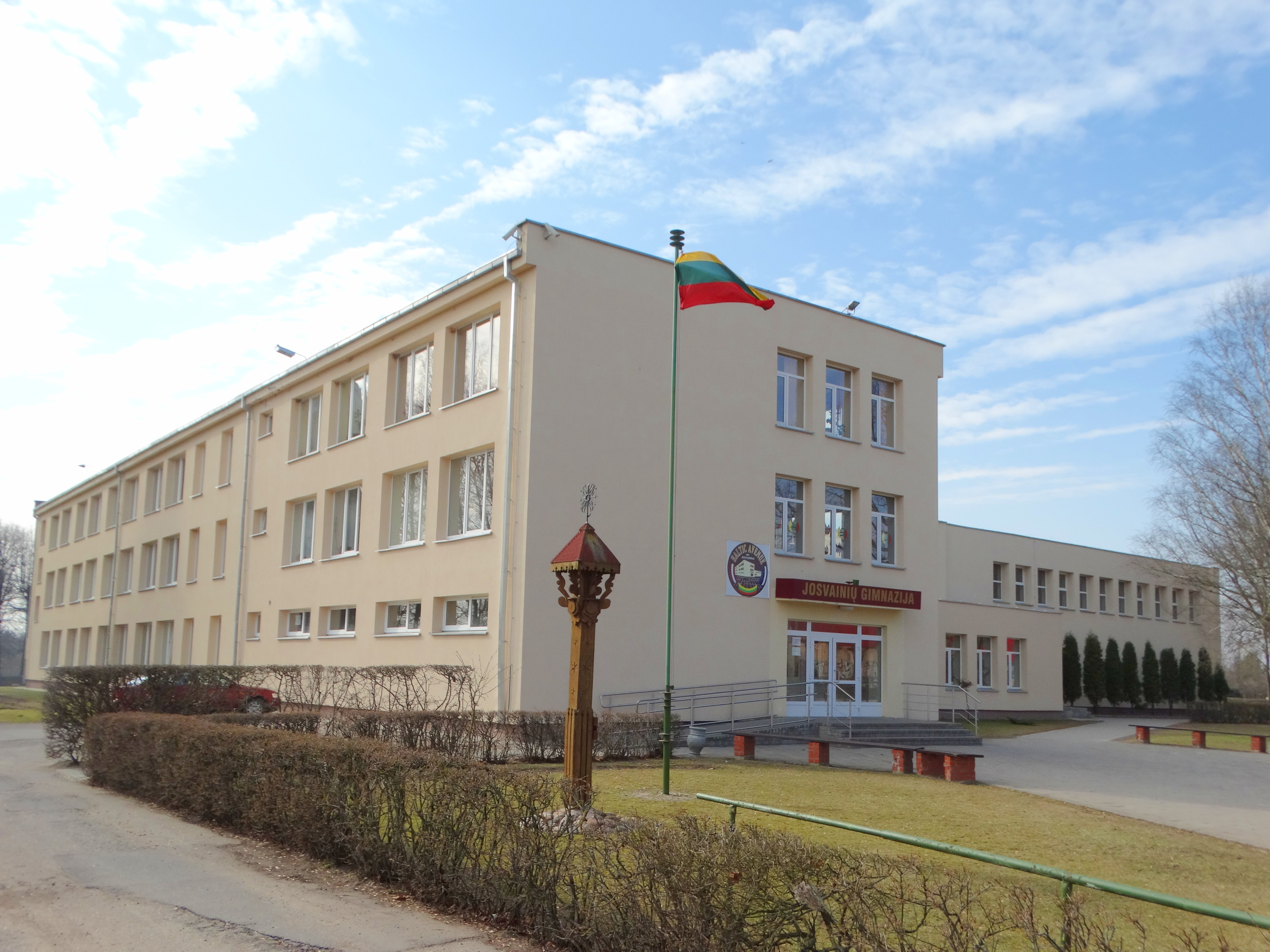
Йошвайняйская гимназия
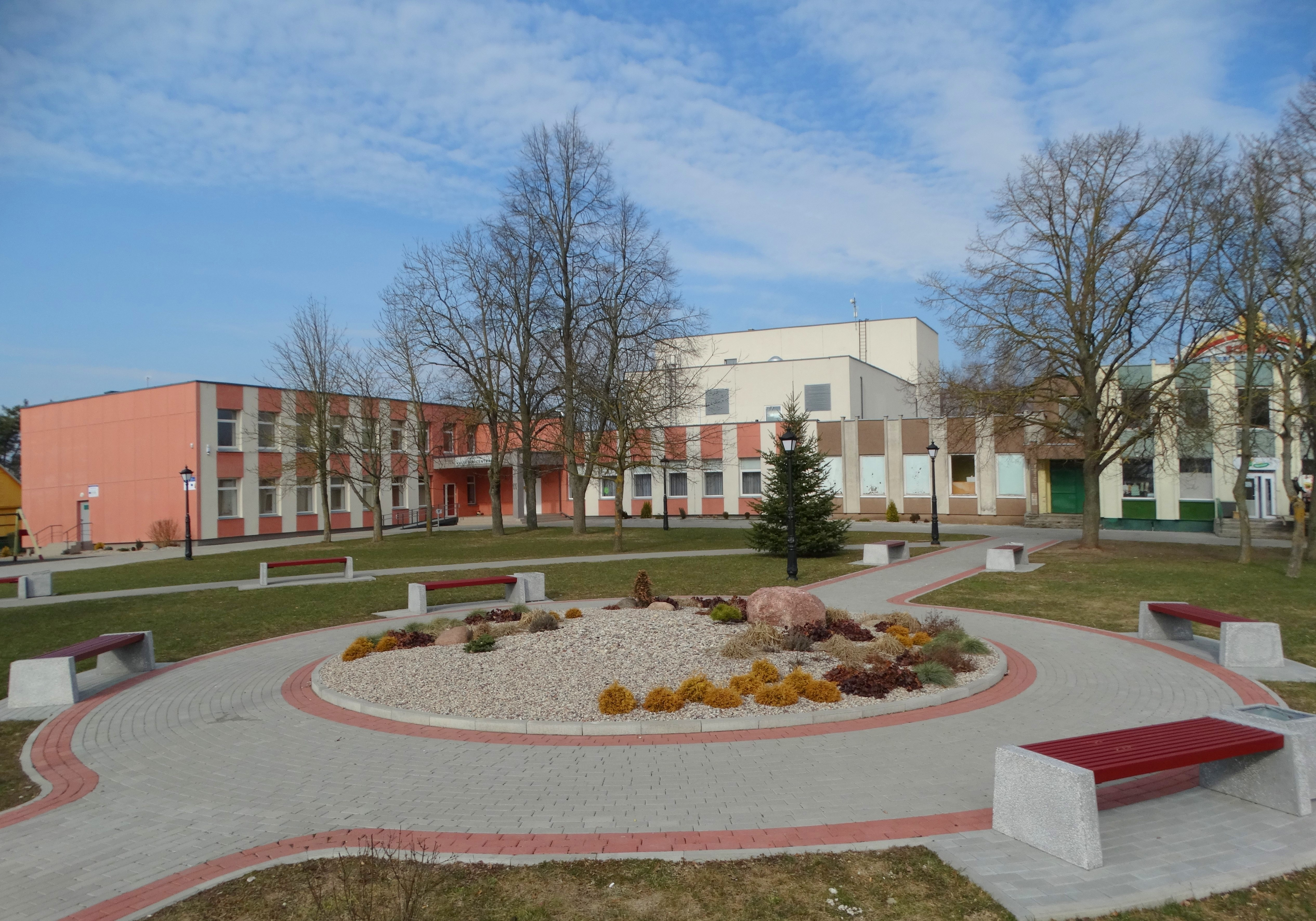
Центр культуры
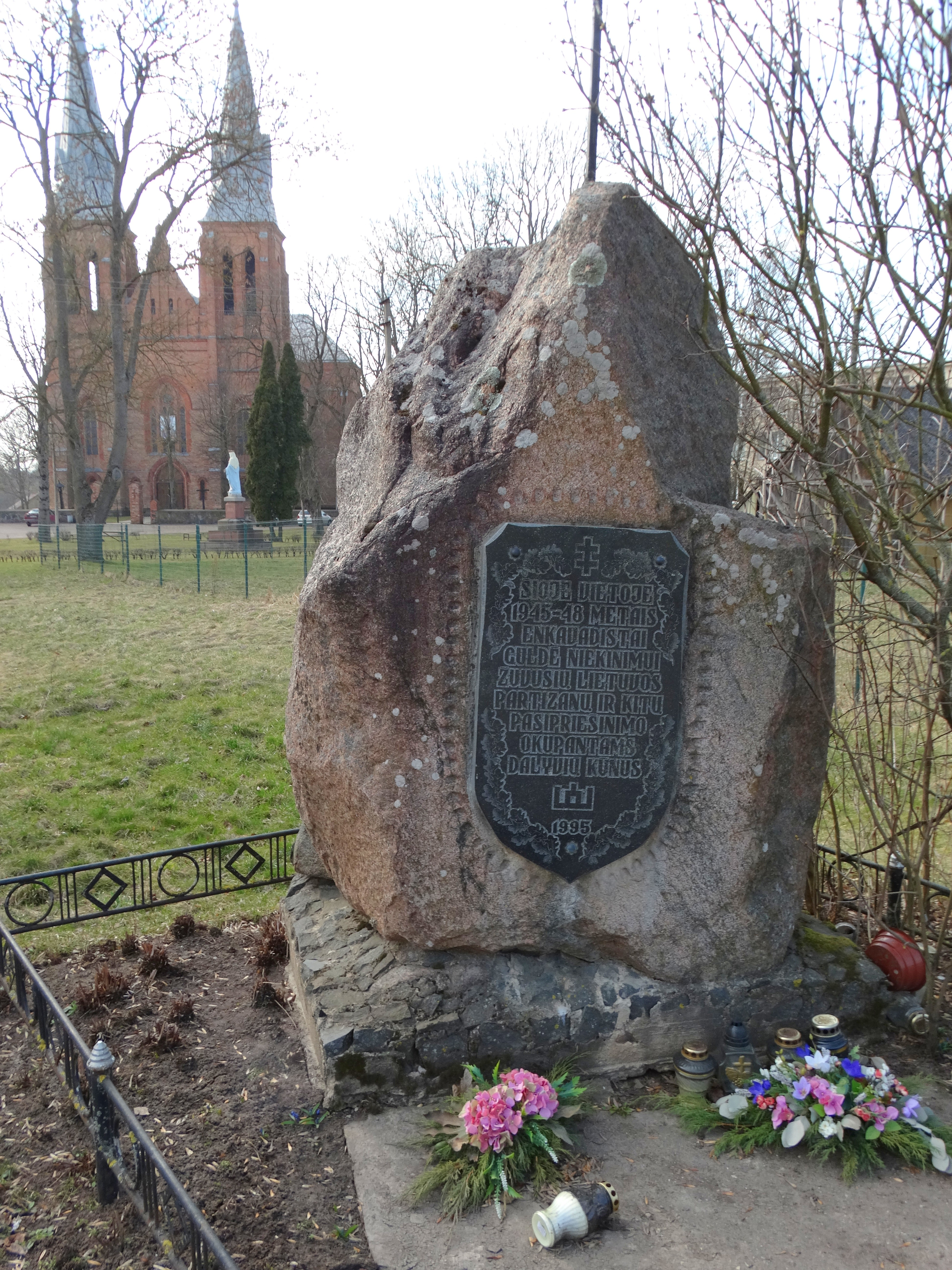
Памятник погибшим антисоветским партизанам